# Henri Raymond Vidal
Henri Raymond Vidal,  (* 3. April 1862 in Agde; † 30. Oktober 1938 in Paris) war ein französischer Chemiker, bekannt für das Vidalschwarz.
Vidal studierte an der Universität Montpellier Pharmazie und war danach in der Pharmazie tätig. 
1892 entdeckte er, dass Aminophenole und deren Vorstufen beim Schmelzen mit Natriumsulfid und Schwefel Baumwollstoffe schwarz färben. 1893 wurde dies bei der Firma Société Matieres Colorantes in St. Denis als Vidalschwarz vermarktet. 1895 entwickelte er auch blaue und schwarz schwefelhaltige Farbstoffe auf Basis von Diphenylamin und dessen Derivaten. 1899 trennte er sich von der Société Matieres Colorantes. Danach war Vidal in heftige Patentstreitigkeiten mit deutschen, Schweizer und englischen Firmen involviert, die auf Grundlage seines Vidalschwarzes eigene Farbstoffe entwickelten (seine Patente enthielten Lücken). Er unterlag in seinen Patentverfahren (unter anderem gegen die Firma Cassella) und seine eigene, von ihm in Koblenz gegründete Firma (Deutsche Vidalgesellschaft) war wenig erfolgreich. 
Er befasste sich auch mit der Behandlung und Reinigung von Textilien und zuletzt mit Diamantsynthese.